# Völklingen
Völklingen (in francese Vœlklange) è una città che si trova nel distretto di Saarbrücken, nella Saarland, in Germania. Essa è vicina al confine con la Francia, sul fiume Saar a circa 10 chilometri a ovest di Saarbrücken.
La città è famosa soprattutto per il suo passato industriale: le industrie e le fonderie di Völklingen (in tedesco: Völklinger Hütte) sono infatti state inserite nel 1994 nell'elenco dei Patrimoni dell'umanità dell'UNESCO. Esse si estendono su una superficie di circa sei ettari e, benché oggi non siano più operative, rappresentano un raro esempio di ambiente industriale sviluppato nel corso del XIX e XX secolo rimasto intatto fino ai giorni nostri.

## Galleria d'immagini

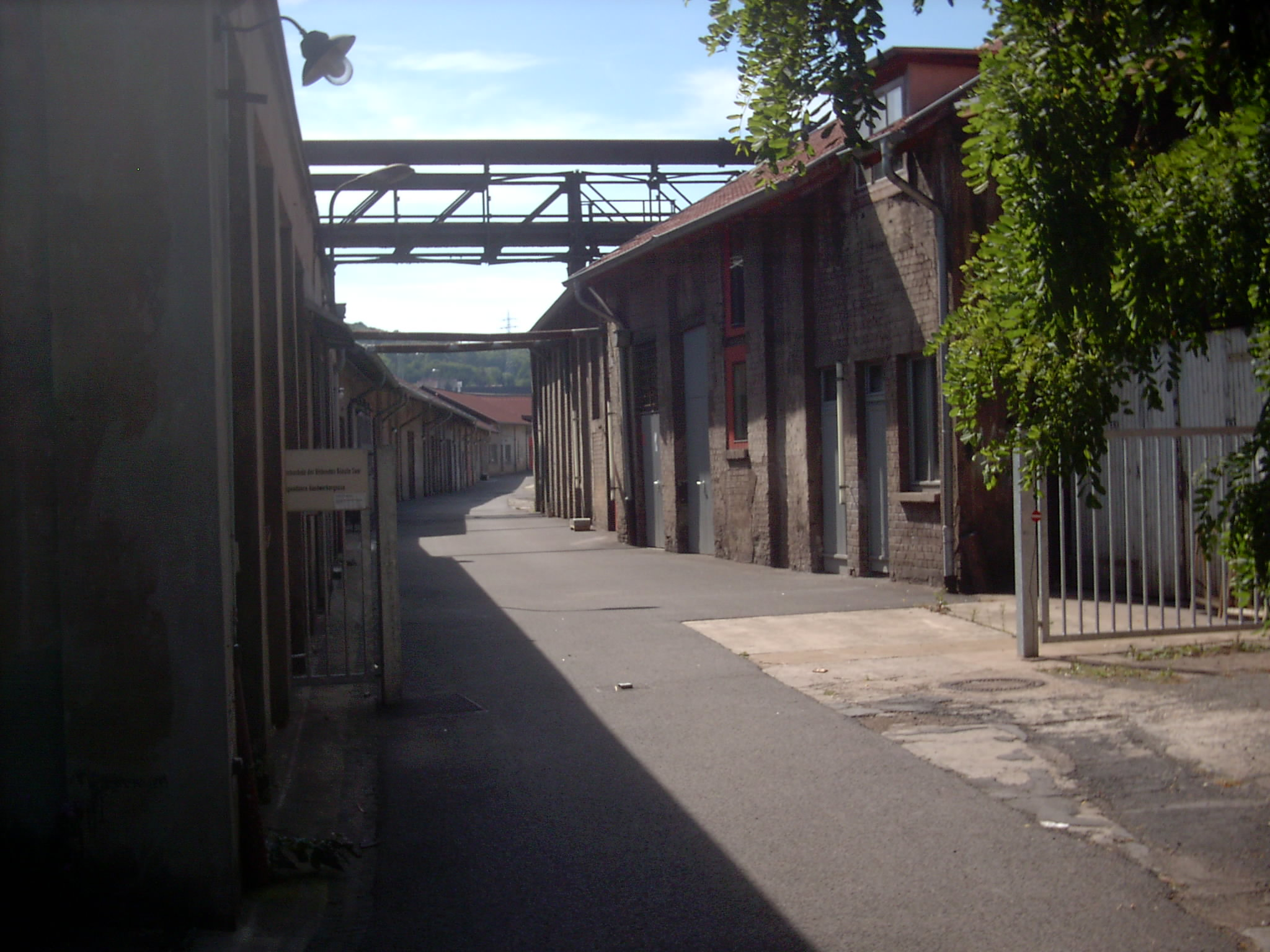
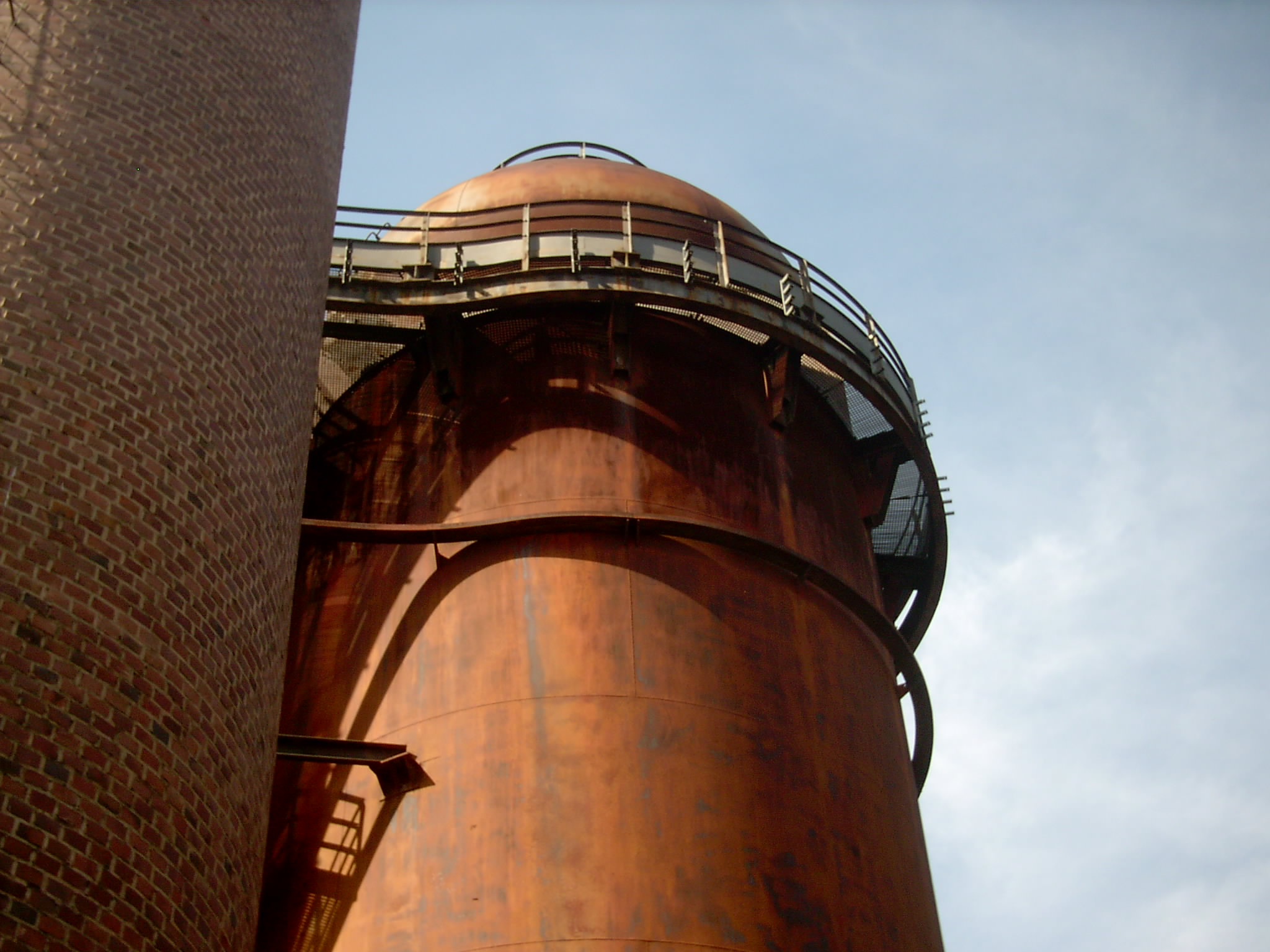
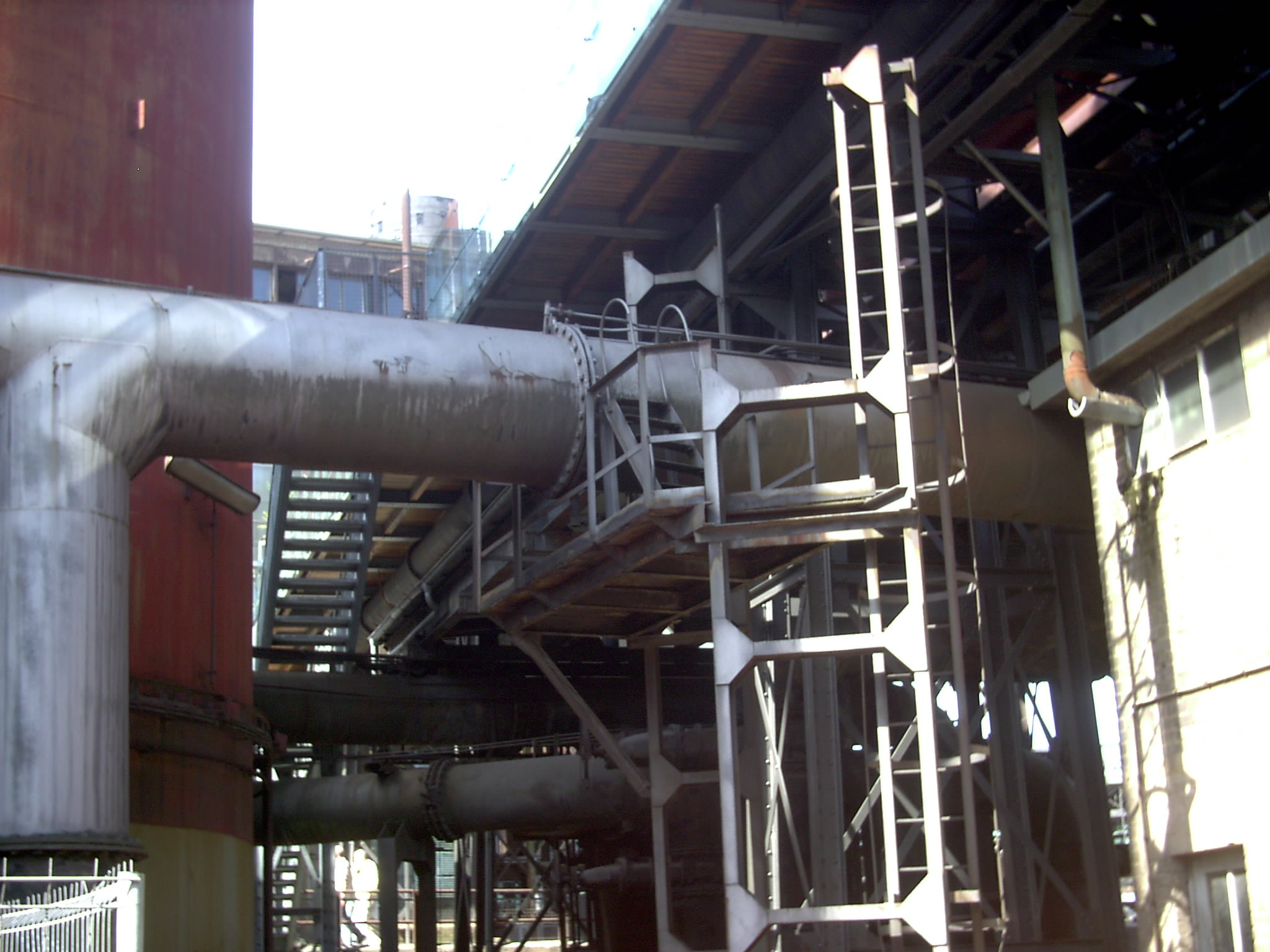

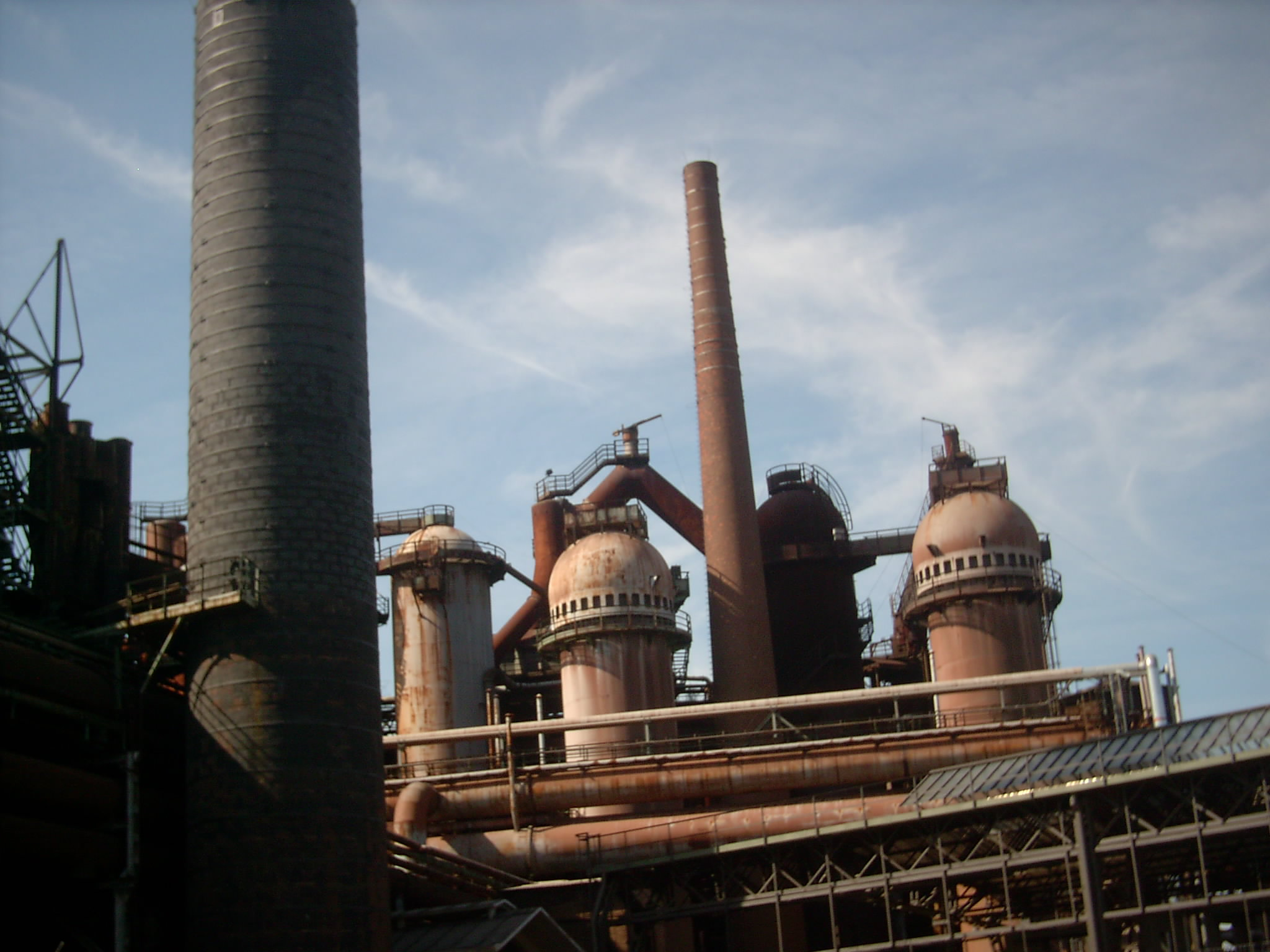
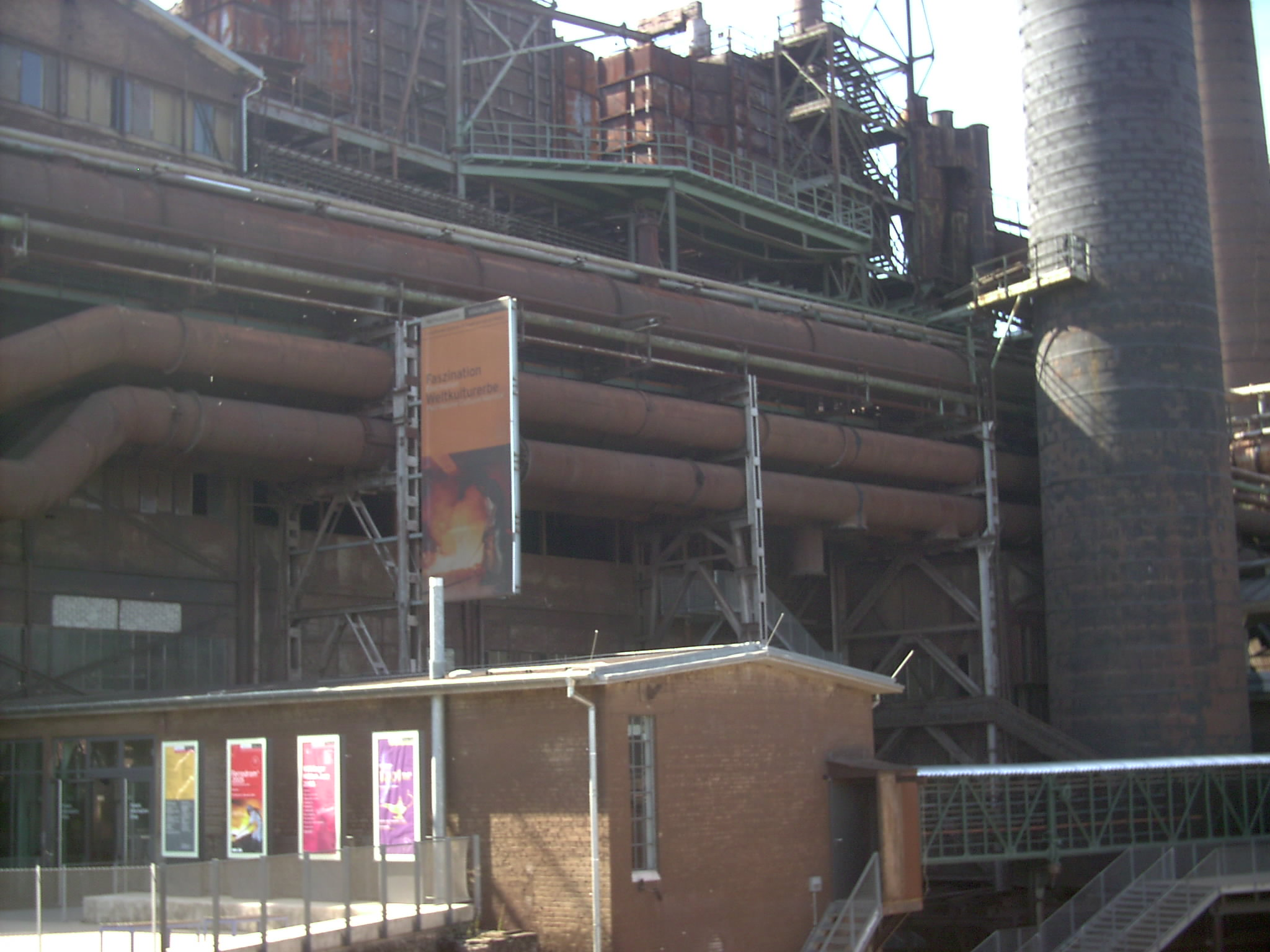
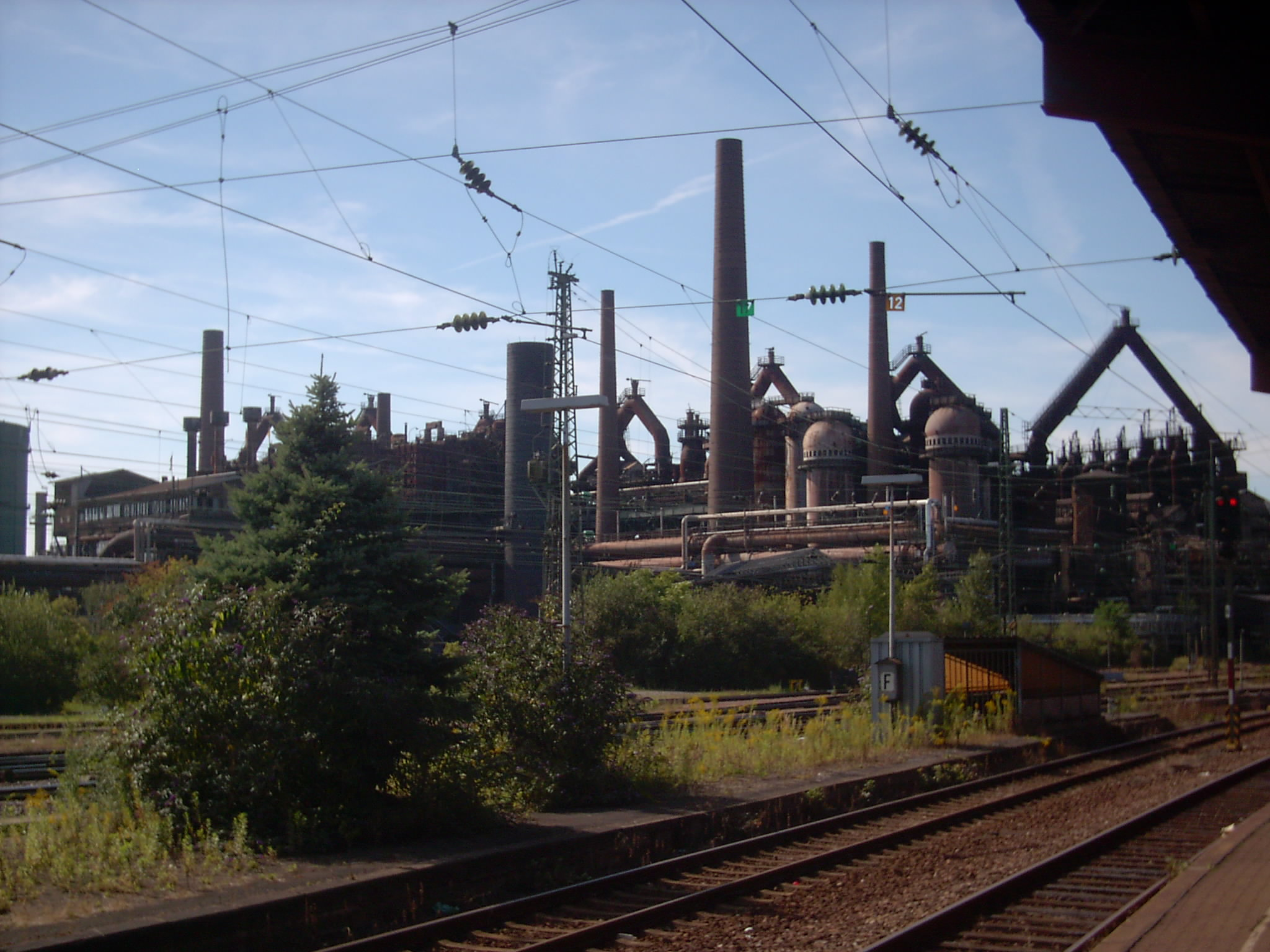

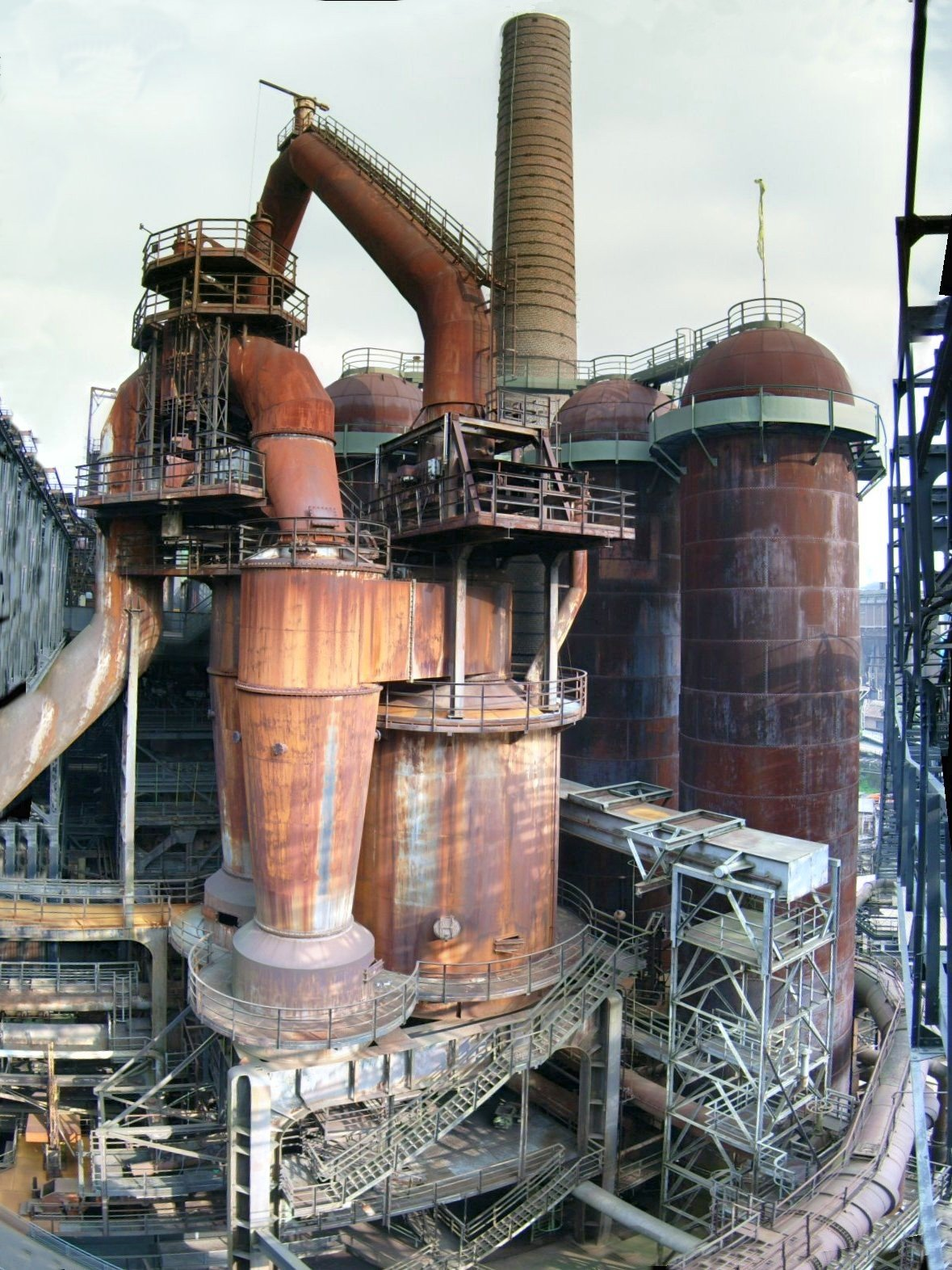
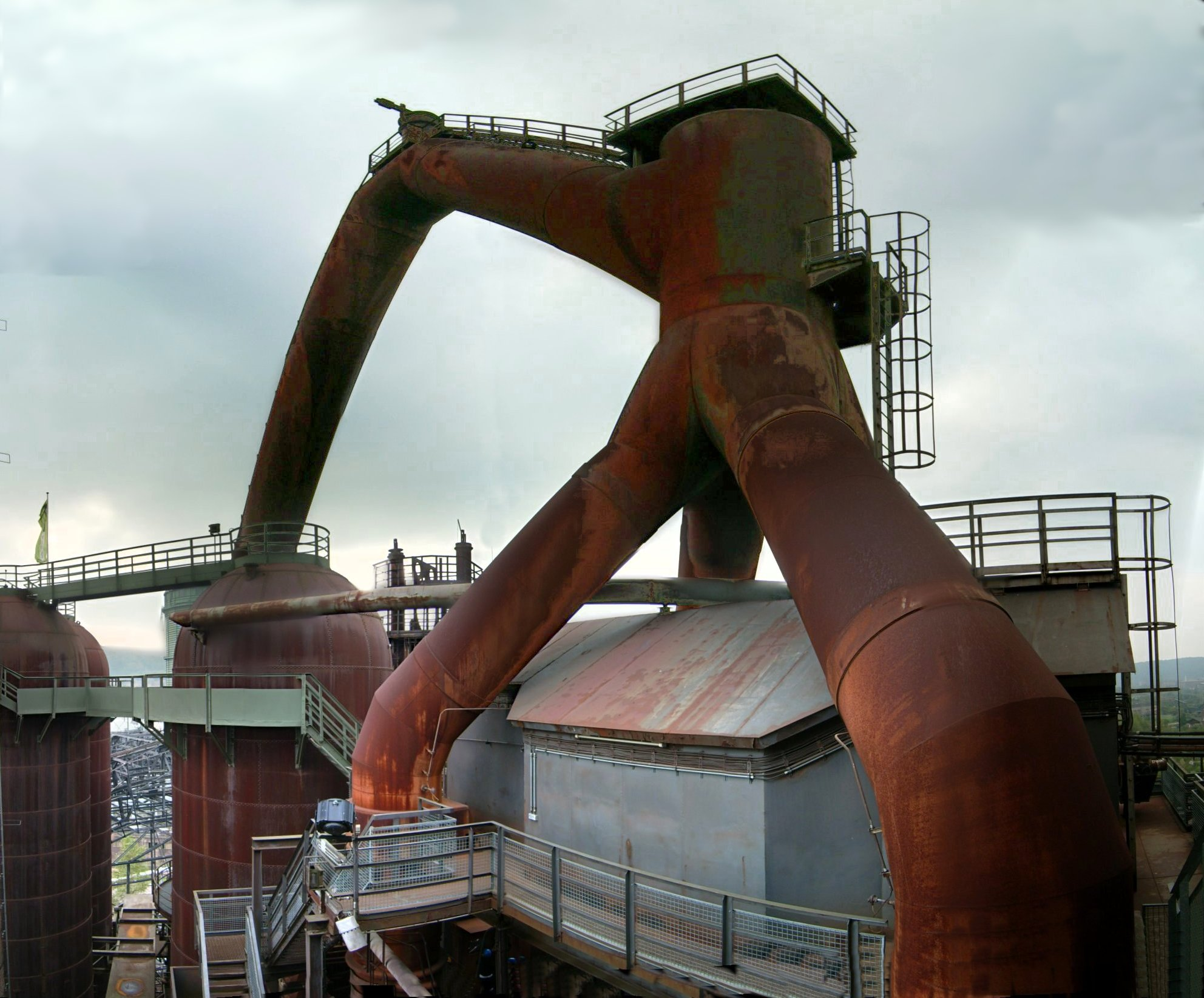
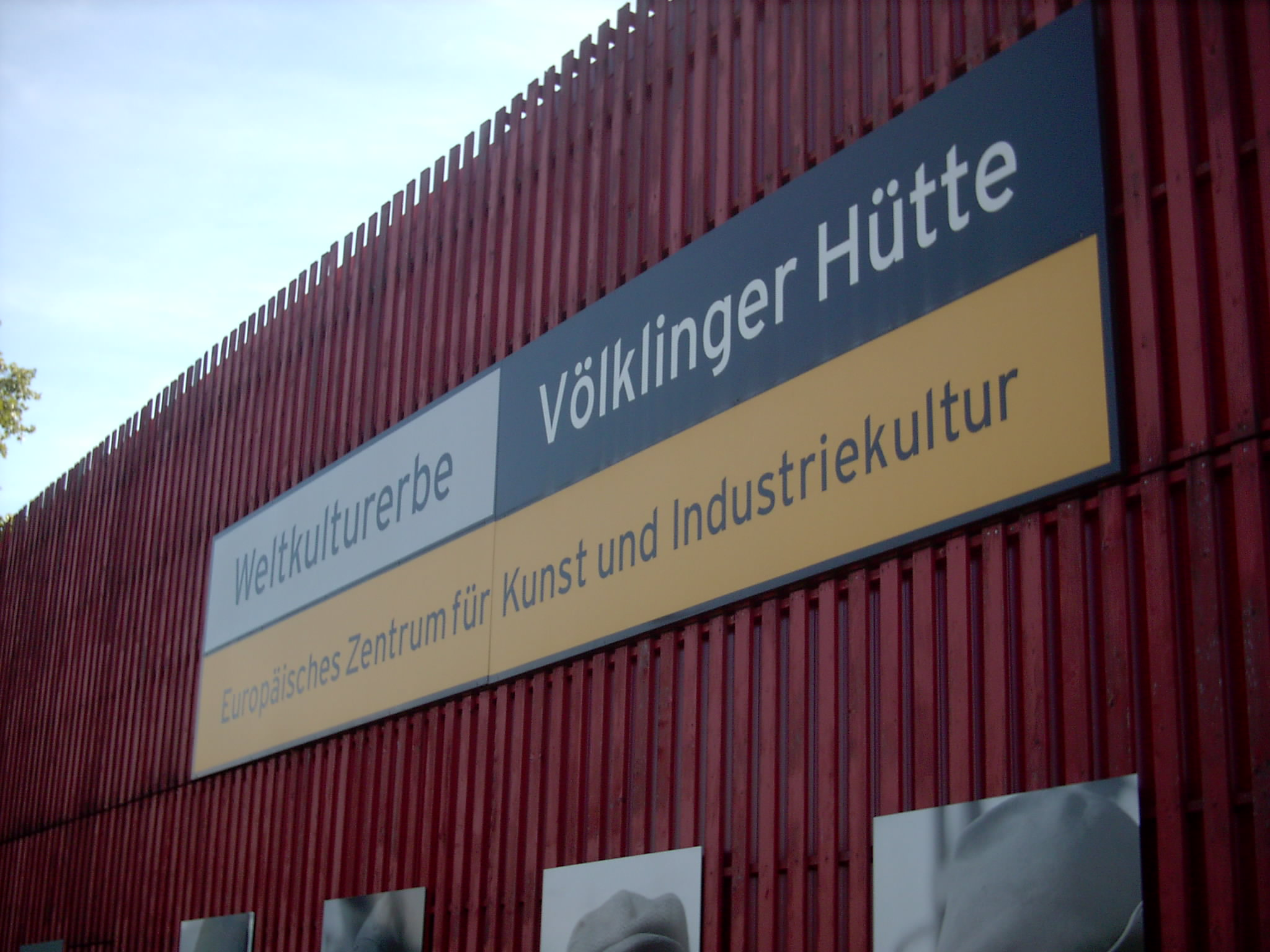